# Dysnymphus sicularia
Dysnymphus sicularia är en fjärilsart som beskrevs av Carl Plötz 1880. Dysnymphus sicularia ingår i släktet Dysnymphus och familjen mätare. Inga underarter finns listade i Catalogue of Life.